# レックフィッシュ
株式会社REC FISH（れっくふぃっしゅ）は、東京都に本社を置く映像コンテンツ企画製作業務を行う会社である。

## 沿革
- 1984年3月3日 - 株式会社ビデオレックを設立。
- 2008年8月1日 - 朝妻洋を代表取締役として、株式会社レックピクチャーズを設立。
- 2011年8月8日 - 株式会社REC FISHを設立。

## 概要
釣りロマンを求めてを始めとする釣り番組の制作を主な業務としているが、シマノやオーナー針などのDVDやCM等も手掛ける。また、世界!秘境釣行など番組の製作に携わることもある。
かつては、地球釣り歩きシリーズなどの映像ソフトの企画・販売も行っていた。
レックピクチャーズ設立後も地球!夢の楽園紀行〜fishing traveler〜のクレジットにはビデオレック社は継続して使われていたが、2011年4月頃からレックピクチャーズに統一された。

## 主な製作番組など
- 世界!秘境釣行 (BS-TBS) (グローバルアイとBS-TBSと共同製作)
- 南太平洋の楽園 Fishing Traveler (BS-TBS) (BS-TBSと共同製作)
- 地球!夢の楽園紀行〜fishing traveler〜 (BS-TBS) (BS-TBSと共同製作)
- いつでも釣り気分!(30回〜60回) (BS-TBS)
- 地球釣り歩きシリーズ 1〜3 (VHSソフト。企画・販売も手掛ける。)

## 主な制作番組など
- 釣りロマンを求めて (テレビ東京) (2003年〜2007年まで(1989年〜2003年までは技術スタッフとして参加))[1]
- わたしはあきらめない (NHK総合テレビジョン)
- いつでも釣り気分!(上記以外の回)
- 釣り百景 (BS-TBS)
- 夢釣行〜一魚一会の旅〜 (BS日テレ)
- 湘南発!わくわく釣り探訪 (J:COM湘南)
- 兵藤ゆきのワンダフルニャンダフル (J:COM東京)
- ぶらっとコレクション (J:COM東京)
- テレビ広報まるごと府中 (J:COM)
- ときめきHEART (シマノTV)
- 伊藤園 ミネラル麦茶 CM
- フィッシングビデオ 全6巻 （1998年、山と渓谷）
- トップ堂ムービー01　川の魔術師　井上憲一 (エイ出版社)
- 釣りロマンを求めて DVD (つり人社)(制作協力)